# Peter J. Brown
Peter James Brown (nacido como Peter James Rogan; 28 de octubre de 1963) es un contraalmirante retirado de la Guardia Costera de los Estados Unidos que se desempeñó como Representante Especial para la Recuperación de Desastres de Puerto Rico. Anteriormente se desempeñó como el noveno Asesor de Seguridad Nacional en la presidencia de Donald Trump.

## Educación y servicio militar
Brown nació en la ciudad de Nueva York y se crio en Somers, Nueva York. Obtuvo una Licenciatura en Ciencias Químicas de la Academia de la Guardia Costera de Estados Unidos en mayo de 1985, seguida de una Maestría en Ciencias en Química de la Universidad de Miami en mayo de 1991 y un Doctorado en Jurisprudencia de la Facultad de Derecho de la Universidad de Connecticut en mayo de 1995.
Antes de servir en el Departamento de Seguridad Nacional de los Estados Unidos, Brown fue comandante del Séptimo Distrito de la Guardia Costera en Miami. En septiembre de 2019, Brown asesoró activamente al presidente Trump durante el huracán Dorian y lo acompañó a Camp David para proporcionar actualizaciones de estado durante la tormenta. Durante la controversia del huracán Dorian-Alabama, Brown defendió a Trump en varias declaraciones, afirmando que le había informado al presidente sobre modelos en los que Dorian tocaría tierra en Alabama.
El 7 de febrero de 2020, se anunció que Brown se convertiría en el Representante Especial de Trump para la Recuperación de Desastres de Puerto Rico, coordinando los continuos esfuerzos de recuperación de Puerto Rico tras el huracán María y el terremoto de Guayanilla de 2020.